# Führer
Führer (tyskt uttal: [ˈfyːʁɐ] ( lyssna); stavas Fuehrer när trema inte är tillgänglig) är ett tyskt ord som betyder ungefär "ledare", "anförare" eller "vägvisare". 
Titeln antogs 2 augusti 1934 av Adolf Hitler när han förenade sitt uppdrag som Tysklands rikskansler med rikspresidentposten efter Paul von Hindenburgs död.

## Bakgrund

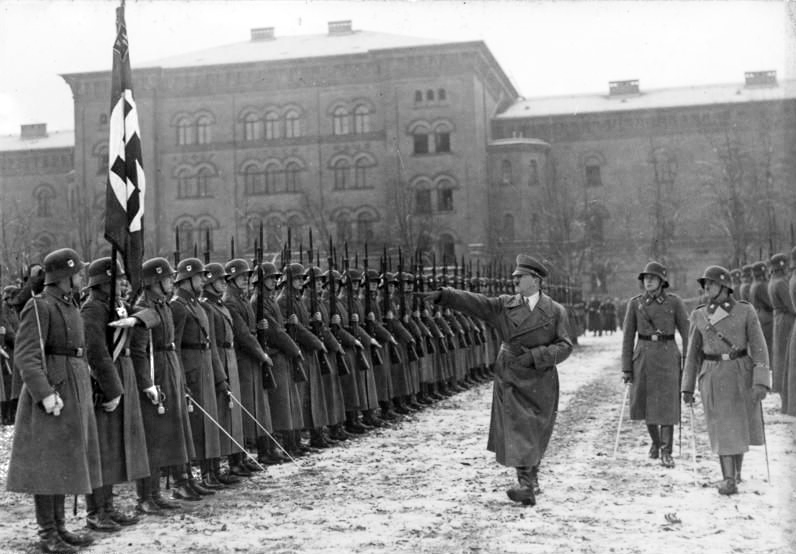
Adolf Hitler inspekterar Leibstandarte SS Adolf Hitler 1935. Till höger SS-Obergruppenführer Sepp Dietrich.

Den fullständiga titeln var Führer und Reichskanzler ("ledare och rikskansler"). Hitler kom att bli Nazitysklands ende führer, eftersom han införde titeln när han själv antog den, och i sitt politiska testamente (daterat den 29 april 1945, dagen innan hans död) utnämnde han Karl Dönitz till sin efterträdare, men samtidigt avskaffade han Führer-titeln och återinförde rikspresidentämbetet.
Ledaren är enligt ledarprincipen i den nazistiska och fascistiska ideologin det främsta uttrycket för folket. Den högsta ledningen och makten inom staten låg hos en person, ledaren. I likhet med Tysklands führer kallades ledaren i de fascistiska länderna i Italien (Benito Mussolini) för Duce, i Spanien (Francisco Franco) för Caudillo och i Rumänien (Ion Antonescu) för Conducător. I Rumänien kom även den kommunistiske ledaren Nicolae Ceaușescu att benämnas med epitetet Conducător.
I andra språk än tyska har ordet Führer fått dålig klang på grund av dess koppling till Hitler. I Tyskland undviks ordet ensamt åtminstone inom politik, men det används ofta i sammansatta ord och är då mera neutralt, då det användes även innan Hitler gjorde det till sin titel. Några exempel: Führerschein (körkort), Spielführer (lagkapten), Wegführer (vägkarta), Zugführer (lokförare), Fremdenführer (guide).

## Galleri

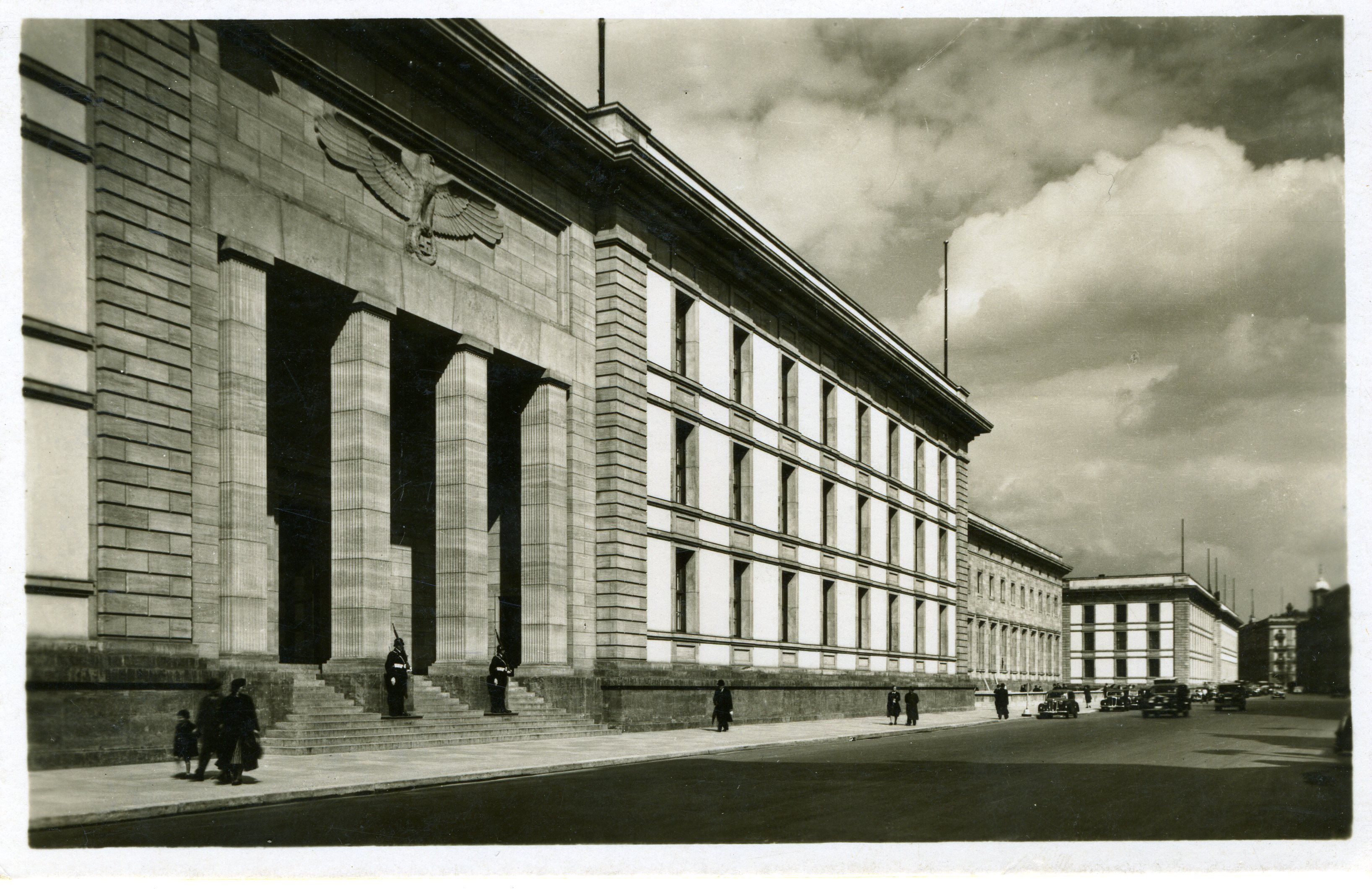
Fasad för Rikskanslibyggnaden som öppnades 1938.
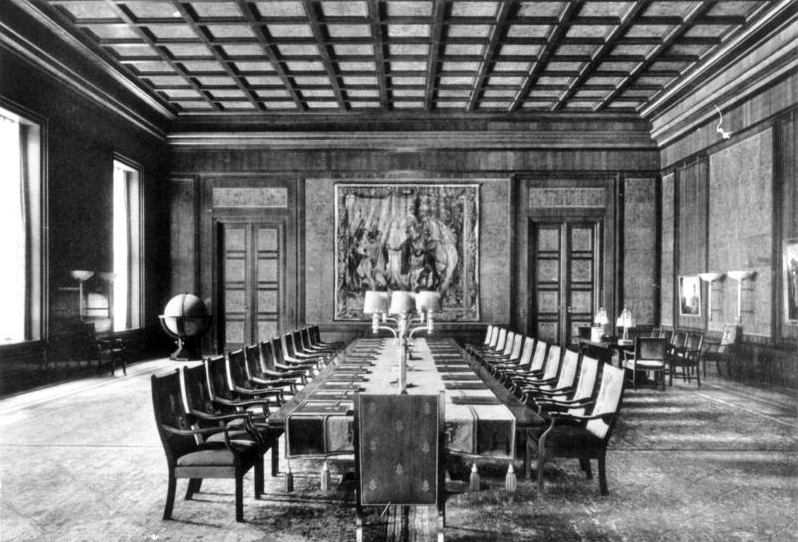
Rikskabinettsalen, foto från 1939.
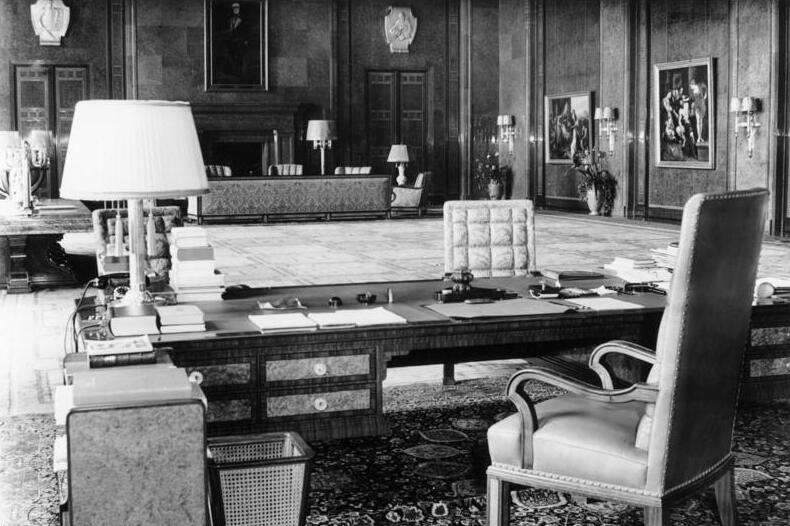
Hitlers arbetsrum.